# Séisme de Hōei
Le séisme de Hōei (japonais : 宝永地震) est un séisme qui s'est produit le 28 octobre 1707 à 14 h (heure locale), dans le sud du Japon. Il a été le plus important séisme de l'histoire du pays jusqu'en 2011 où il a été supplanté par le séisme du Tōhoku. Il causa des dommages plus ou moins importants dans le sud-ouest des îles de Honshu et de Shikoku et dans le sud-est de l'île de Kyūshū. Le bilan humain lié au séisme et au tsunami qui s'en est ensuivi est estimé à plus de 5 000 victimes.
D'une magnitude estimé à 8,6 sur l'échelle ouverte de Richter, le séisme a généré un déplacement généralisé de tous les blocs du chevauchement de Nankai et est le seul événement connu à avoir produit une mécanique d'une telle ampleur. Il pourrait par ailleurs être la cause de la dernière éruption du mont Fuji, qui s'est produite 49 jours plus tard.

## Contexte
La côte méridionale de l'île d'Honshu est située le long du chevauchement de Nankai, qui marque la subduction de la plaque des Philippines sous la plaque eurasienne. Les mouvements tectoniques dans cette zone de convergence lithosphérique sont à l'origine de nombreux séismes, dont certains rentrent dans la catégorie des mégaséismes. Le chevauchement de Nankai est subdivisé en cinq blocs, nommés de A à E, qui peuvent se rompre indépendamment les uns des autres,. Les segments se sont rompus soit séparément ou ensemble à plusieurs reprises au cours des 1 300 dernières années. Les mégaséismes du chevauchement de Nankai tendent à se produire par pairs, avec un laps de temps relativement court entre eux. En plus des deux séismes de 1854, deux autres similaires se sont déclenchés en 1944 et en 1946. Dans chacun de ces cas, c'est le bloc nord-est qui a rompu avant le bloc sud-ouest. Dans le cas du séisme de 1707, les séismes semblent s'être produits de manière simultanée, ou du-moins dans une durée de temps trop courte pour pouvoir être distingués par les sources historiques[réf. souhaitée].

## Dommages
Le bilan total s'élève à plus de 29 000 bâtiments détruits et plus de 5 000 victimes. De plus, le séisme a engendré un important glissement de terrain, dans la préfecture de Shizuoka, connu sous le nom de glissement d'Ohya. Il fait partie des trois plus importants glissements de terrain du Japon, concernant une surface de 1,8 km2 pour un volume estimé à plus de 120 millions de m³. Le bassin de la préfecture de Nara présente des traces de liquéfaction des sols due au séisme.

## Caractéristiques
La magnitude du séisme de 1707 a été supérieure à celle des deux séismes conjoints qui se sont produits à Ansei-Tōkai en 1854, dont l'estimation est basée sur plusieurs observations. Le soulèvement au cap Muroto, dans la préfecture de Kōchi, a été estimé à 2,3 m pour 1707, contre 1,5 m pour 1854. Dans la plaine de la province de Kawachi, la présence d'une intensité sismique de 6,7 sur l'échelle de Shindo a été observée. Un autre moyen d'estimation de la puissance du séisme est le degré des dommages et de la hauteur des inondations liés à un tsunami et les tsunamis enregistrés dans des lieux éloignés, comme à Nagasaki et à Jeju-do en Corée du Sud.

## Conséquences

### Tsunami
Le séisme est à l'origine d'un tsunami qui a touché toute la côte sud-ouest de Kōchi, avec des vagues d'une hauteur moyenne de 7,7 m, et qui ont dépassé les 10 m par endroits, avec des maximum de 25,7 m à Kure (Nakatosa, Kōchi) et de 23 m à Tanezaki.

### Relation avec l'éruption du mont Fuji
Le changement de pression causé par un très fort séisme peut être suffisant pour déclencher une éruption volcanique, du fait que le système magmatique impliqué est bloqué à un état critique. Le séisme de 1707 a ainsi pu être à l'origine d'un changement de pression dans la chambre magmatique sous le mont Fuji, qui est entré en éruption le 16 décembre 1707, soit 49 jours après le séisme.